# Mazamet, ville morte

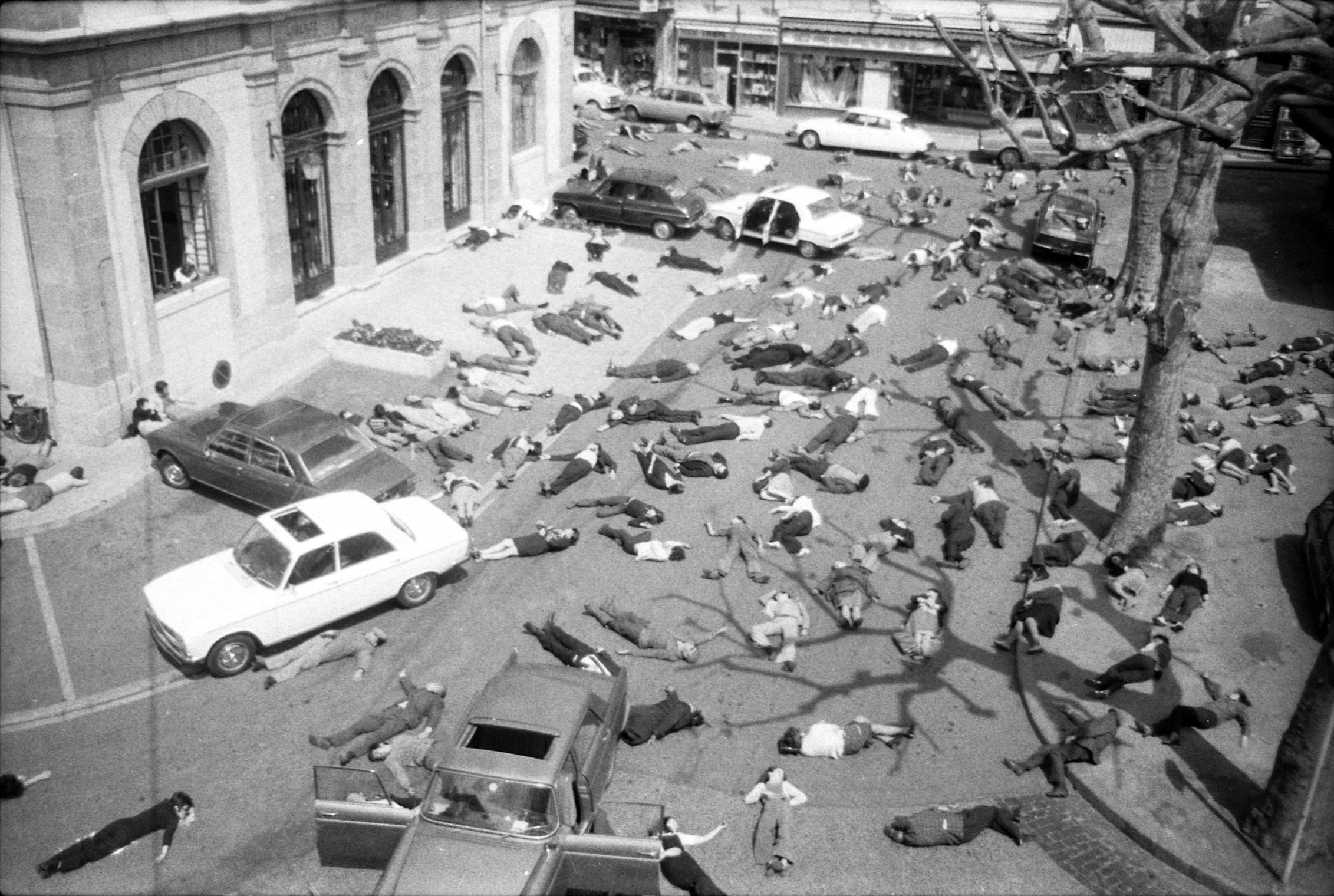
Cliché de l'opération "Mazamet ville morte", la place devant la mairie.

Mazamet, ville morte est une opération de sensibilisation à la sécurité routière qui s'est déroulée le 17 mai 1973 à Mazamet dans le Tarn, dans le sud-ouest de la France. Les 16 610 habitants de la ville se sont allongés sur la chaussée quelques minutes pour symboliser les 16 500 tués par accident de la route en France de l'année précédente, une année record de la mortalité routière dans le pays. L'idée est du journaliste de l'ORTF Michel Tauriac, avec le soutien du Comité interministériel de la sécurité routière, créé l’année précédente, pour symboliser de manière visible l'hécatombe routière dans le pays. Un film documentaire de l'opération, Mazamet, la ville rayée de la carte, est réalisé par Guy Seligmann et diffusé à la télévision, connaissant un grand retentissement.

## Préparation et déroulement
Depuis les années 1960, la mortalité routière en France est croissante. Elle est passée en une décennie de 8 à 16 000 morts ,, faisant de la France un des pays les plus dangereux en Europe occidentale. Les projections montrent que le pays passera à 20 000 tués et plus par an à brève échéance. Dans cette même période, le pouvoir politique ne fait pas de la sécurité routière sa priorité.
En 1972, il y a eu 16 545 tués sur les routes, l'Agence France Presse compare ce chiffre à la population de la ville de Mazamet. Cela donne une idée au journaliste de télévision Michel Tauriac de montrer d'une manière très visible et concrète à quoi correspond ce nombre de tués : filmer, allongée sur la chaussée, toute la population de Mazamet. Il contacte le maire de la ville, Pierre Barraillé, qui n'est pas très motivé et craint une mauvaise publicité pour sa ville, déjà touchée par la crise du textile (il est aussi à la tête d'un réseau de distribution de carburant). Tauriac s'adresse alors aux patrons des tanneries de la ville, aux institutions scolaires, aux clubs sportifs et même aux religieuses, réussit à les convaincre et finalement aussi les élus locaux pour que toute la population s'allonge pendant quelques minutes dans les rues de la ville et que l'opération soit filmée pour la télévision. Des camions arroseurs viennent de Castres pour laver les routes et convaincre ainsi les récalcitrants qui auraient peur de se salir.
L'opération va nécessiter un mois de préparation et Guy Seligmann est choisi pour réaliser le film. Elle est couverte par une trentaine de journalistes français et étrangers. L'opération ne dure qu'une dizaine de minutes, de 14h30 à 14h40 avec des prises au sol et par un hélicoptère. Le réalisateur indiquera avoir été surpris par l'implication des Mazamétains avec beaucoup de mouvements spontanés, certains stationnant leur voiture à moitié sur le trottoir, portes et coffres ouverts, certains faisant du feu pour donner un caractère plus dramatique aux scènes filmées. 
Le film est diffusé le 1er juin 1973 dans l'émission 24 heures sur la Une, un rendez-vous télévisuel à forte audience de la Première chaine de l'ORTF. Ce film « a généré une prise de conscience générale, avec un impact psychologique fort. »
Le gouvernement français prendra des mesures importantes en 1973 comme les limitations de vitesse, le  port de la ceinture de sécurité obligatoire à l'avant, le port du casque pour les motocyclistes hors agglomération... Et 1973 verra pour la première fois la mortalité routière baisser.